# 新港大山
新港山，又名新港大山，是臺灣東部海岸山脈中的最高峰，也是臺灣地形突起度第三高的山峰，標高1679公尺，位在臺東縣成功鎮三仙里及花蓮縣富里鄉豐南村交界，也是新港溪與秀姑巒溪支流鱉溪的分水嶺，東側為阿美族麻荖漏部落，因此亦稱麻荖漏山。在最高峰南南西方約450公尺處留有不完整的一等三角點基石，舊測標高1682.261公尺。東側山腰有新港瀑布，為海岸山脈地形落差最大的瀑布，可經由麻荖漏步道步行抵達。山脊北方接連白守蓮山、成廣澳山，而南方接連的麒麟山有時也被稱作新港山。

## 外部連結
- 麻荖漏步道 行政院農業委員會林務局 （页面存档备份，存于）
- 麻荖漏步道 台東觀光旅遊網 （页面存档备份，存于）